# Condylostylus lavatus
Condylostylus lavatus är en tvåvingeart som beskrevs av Octave Parent 1930. Condylostylus lavatus ingår i släktet Condylostylus och familjen styltflugor. Inga underarter finns listade i Catalogue of Life.